# Oxylakis rugosa
Oxylakis rugosa är en insektsart som beskrevs av Sigfrid Ingrisch 1998. Oxylakis rugosa ingår i släktet Oxylakis och familjen vårtbitare. Inga underarter finns listade i Catalogue of Life.